# Teone
Teone é um povoado na ilha de Fongafale, no arquipélago de Funafuti, em Tuvalu. De acordo com o censo de 2002 tem uma população de 540 habitantes.